# Boiro
Boiro ist ein Municipio, eine Parroquia und ein Ort in der Provinz A Coruña der Autonomen Gemeinschaft Galicien, im Norden von Spanien. Die 19.018 Einwohner (Stand: 2024) leben auf einer Fläche von 86,58 km², 115 Kilometer von der Regierungshauptstadt A Coruña entfernt.

## Geschichte
In der Gemeinde Boiro findet sich eine hohe Konzentration von Zeugnissen aus der Megalithkultur. Die ältesten archäologischen Belege sind die auf 3000 v. Chr. datierten Arca do Barbanza und die Casarota do Fusiño. Eine anhaltende Besiedelung der Region ist bis zur Zeit der Römer im 5. Jahrhundert nachgewiesen. Eine Vielzahl von Dolmen, Nekropolen und Wallburgen belegen dies eindrucksvoll.

## Sehenswürdigkeiten
- Die Pfarrkirchen der Parroquias bieten einen Einblick in die religiöse Architektur der Region.[4]
- eine Vielzahl von Stränden am Atlantik[5]
- Zahlreiche Bauwerke von Hórreos der Bauernhöfe über Landhäuser und Burgen aus allen Jahrhunderten sind in der Gemeinde verstreut.

## Am Jakobsweg
Der Camino Francés führt seit Alters her durch die Gemeinde, was deutliche Spuren hinterlassen hat. Zahlreiche Pilgerherbergen sind entlang des Weges.

## Demografie
Quelle: INE-Archiv – grafische Aufarbeitung für Wikipedia

## Gemeindegliederung
Die Gemeinde Boiro ist in acht Parroquias gegliedert:
| Parroquias | Patrozinium  | Einwohner 2024 | Fläche km² | Dichte Einw./km² | Höhe msnm | Ortskennzahl |
| ---------- | ------------ | -------------- | ---------- | ---------------- | --------- | ------------ |
| Abanqueiro | San Cristovo | 1.642          | 5,24       | 313              | 27        | 15011010000  |
| Bealo      | San Pedro    | 690            | 12,76      | 54               | 37        | 15011020000  |
| Boiro      | Santa Baia   | 9.737          | 14,73      | 661              | 24        | 15011030000  |
| O Castro   | Santa María  | 2.191          | 2,75       | 797              | 15        | 15011040000  |
| Cespón     | San Vicenzo  | 1.731          | 9,78       | 177              | 44        | 15011050000  |
| Cures      | Santo André  | 461            | 24,79      | 19               | 173       | 15011060000  |
| Lampón     | Santiago     | 2.320          | 8,90       | 261              | 70        | 15011070000  |
| Macenda    | San Xoán     | 212            | 7,60       | 28               | 116       | 15011080000  |

## Wirtschaft
| Ackerbau, Viehzucht und Fischerei                                                  | 0821  | 010,82 |
| Industrie                                                                          | 2.005 | 026,42 |
| Bauwirtschaft                                                                      | 0581  | 07,66  |
| Dienstleistungsbetriebe                                                            | 4.182 | 055,11 |
| Total                                                                              | 7.589 | 100,00 |
| * Daten aus dem Statistischen Amt für Wirtschaftliche Entwicklung in Galicien, IGE |       |        |

## Söhne und Töchter der Gemeinde
- Luis Blanco Vila (* 1936), spanischer Schriftsteller